# Ronald Aarts
Ronald M. Aarts (Ámsterdam, 1956) es un ingeniero eléctrico, físico, inventor y profesor en el campo de la electroacústica y en la tecnología de procesamiento de señales biomédicas.

## Biografía
Ronald M. Aarts obtuvo una licenciatura en ingeniería eléctrica en 1977 y un doctorado en física de la Universidad Tecnológica de Delft en 1995. Se unió al grupo de Óptica de los Laboratorios de Investigación Philips (conocido previamente como Natlab) en Eindhoven, Países Bajos, en 1977. Al principio, su estudio se centró en los sistemas servomecánicos y el procesamiento de señales, aplicados tanto en reproductores de video Longplay como en reproductores de discos compactos (CD). En 1984, se integró al Grupo de Acústica de Philips, donde contribuyó al desarrollo de herramientas de diseño asistido por computadora (CAD) y procesamiento de señales destinadas a sistemas de altavoces. En 1994 se convirtió en miembro del grupo de Procesamiento de Señal Digital (Digital Signal Processing - DSP) de Philips y ha dirigido proyectos para mejorar la reproducción del sonido mediante la explotación del DSP y los fenómenos psicoacústicos.
En el año 2003, se unió a Philips y diversificó sus áreas de interés en ingeniería hacia la medicina y la biología. Se enfocó especialmente en el desarrollo de sensores y el procesamiento de señales para aplicaciones como la monitorización ambulatoria, el análisis del sueño, la cardiología, la perinatología, los sistemas de monitorización de la respuesta a los medicamentos (Drug Response Monitoring - DRM) y la detección de epilepsia. Es autor o coautor de más de 450 artículos e informes publicados y se le atribuyen más de 250 solicitudes de patentes, incluidas más de 175 estadounidenses (de las cuales se concedieron más de 100). Por sus contribuciones creativas en Philips, recibió el premio Gilles Holst de la empresa (1999), el Gold Invention Award (2012) y el Diamond Invention Award (2018).
Se hizo Fellow del IEEE en el año 2007 y recibió el premio Chester Sall en 2017 y en 1998 se hizo miembro de la Audio Engineering Society y recibió su medalla de plata en el año 2010. Además de eso, desempeñó roles como coorganizador y presidente en diversas conferencias a nivel internacional.
Aarts ha sido profesor a tiempo parcial en la Universidad Tecnológica de Eindhoven (TU/e) desde 2006, donde supervisa principalmente a estudiantes de máster y doctorado. Desde 1990, ocupa el cargo de presidente en la Consultoría Aarts. En 2019, se jubiló de su posición en Philips y actualmente dedica su atención principalmente a actividades académicas y de consultoría. En este último ámbito, ofrece asesoramiento en aspectos técnicos y de propiedad intelectual (PI).
Se casó con Doortje Ultee (1956-2009) en Krommenie el 14 de septiembre de 1978. Después de su boda, tuvo 2 hijos.

## Trabajo profesional

### Mejora del sonido de graves
Aarts y sus colaboradores en Philips han estado involucrados en el desarrollo, mejora e implementación de hardware de sistemas de mejora/restauración de graves que explotan el fenómeno psicoacústico natural conocido como " fundamental faltante ". Los altavoces pequeños suelen tener limitaciones para reproducir notas de baja frecuencia. Sin embargo, al aprovechar las ilusiones auditivas, es posible emplear el fenómeno del tono virtual para trasladar las frecuencias bajas a una banda de frecuencia más alta, donde los altavoces tienen mayor capacidad. A esta técnica a veces se le llama "Ultra Bajo"; o bien, se puede asignar la frecuencia muy baja a una sola frecuencia en la que el altavoz está diseñado para una alta eficiencia, esto a veces se denomina Bary Bass. Por otro lado, si el altavoz es capaz de irradiar frecuencias bajas, pero si no están presentes en la música, esas frecuencias se pueden derivar de la música utilizando un esquema de extensión de ancho de banda, esto a veces se denomina Infra Bass. En última instancia, es posible mejorar la calidad del sonido, especialmente en los transductores de baja frecuencia con alta Q, al reducir las partes de las señales de bajos que tienden a caer. Esto implica disminuir el sostenido o el timbre de las notas graves, también conocidas como graves contundentes.

### Conjuntos de altavoces y su radiación.
Aarts y sus compañeros de trabajo en Philips también han participado en el diseño y las aplicaciones de la radiación de los altavoces. Se aplicó una versión extendida de los polinomios de Zernike, conocida como ENZ, para resolver problemas directos e inversos en radiación acústica de un pistón circular flexible rodeado por un plano infinito rígido (deflector) y de un casquete esférico flexible sobre una esfera rígida, demostrando que este último es bastante similar al de un altavoz real. La utilización de múltiples altavoces dispuestos en una matriz ofrece características de radiación particulares. Por ejemplo, al emplear diferencias de tiempo entre oídos, es posible ampliar la zona óptima para la escucha estereofónica. Este enfoque se conoce como sistema estéreo independiente de la posición, ya que permite una experiencia estéreo mejorada sin depender tanto de la ubicación específica del oyente. Una aplicación adicional consiste en dirigir el sonido de manera individual hacia un receptor sin causar molestias a quienes están alrededor; a esto se le conoce como sonido personal. Asimismo, otra utilidad es emplear conjuntos de fases cuadráticas para crear sistemas de altavoces que emitan sonido como si fueran un único altavoz. Para los cálculos de radiación de los altavoces a menudo se necesita la función de Struve ; para esto se han obtenido aproximaciones simples.

### Ampliación de la base estéreo
En televisores pequeños y dispositivos de audio portátiles, los altavoces se encuentran en proximidad cercana. Utilizando un procesamiento de señal especial, es posible generar lo que se conoce como fuentes fantasmas o virtuales. Esto implica crear la ilusión de que el sonido proviene de una ubicación distante, a pesar de emanar físicamente de los altavoces cercanos. Philips ha aplicado este principio a muchos televisores y aparatos de audio, bajo el nombre comercial de "Incredible sound". El director Spike Lee hizo un comercial para esto en 1996, ambientado en Wall Street en Nueva York.

### Refrigeración acústica con altavoces.
Un pequeño altavoz, contenido en una carcasa especial, tiene la capacidad de producir chorros sintéticos, presentando beneficios frente a un ventilador convencional. Estos beneficios incluyen una eficiencia superior, una mayor flexibilidad en el diseño, así como una reducción notable en el nivel de ruido y desgaste. Los experimentos han demostrado que para superficies pequeñas de hasta aproximadamente 40cm 2, los jets sintéticos enfrían mejor y hacen menos ruido que un ventilador.

### Monitorización del paciente ambulatoria o sin obstáculos
La vigilancia de condiciones como la epilepsia, el sueño y problemas cardíacos, como la fibrilación auricular, así como la supervisión de signos vitales como la presión arterial, la frecuencia cardíaca y la frecuencia respiratoria, se puede llevar a cabo de manera no intrusiva mediante el uso de un fotopletismograma (PPG), sin causar molestias al paciente. Se puede integrar fácilmente un sensor PPG en una pulsera como un reloj deportivo, preferiblemente ampliado con acelerómetros.

## Publicaciones
Una lista de artículos publicados (PDF) y patentes estadounidenses se pueden encontrar en la página de inicio de Ronald M. Aarts.